# NGC 3819
NGC 3819 est une galaxie elliptique située dans la constellation du Lion. NGC 3819 a été découverte par l'astronome britannique John Herschel en 1828.

## Caractéristiques
Sa vitesse par rapport au fond diffus cosmologique est de 6 568 ± 25 km/s, ce qui correspond à une distance de Hubble de 96,9 ± 6,8 Mpc (∼316 millions d'al). 
À ce jour, une mesure non basée sur le décalage vers le rouge (redshift) donne une distance d'environ 89,700 Mpc (∼293 millions d'al). Cette valeur est tout juste à l'extérieur des valeurs de la distance de Hubble. Notons cependant que c'est avec la valeur moyenne des mesures indépendantes, lorsqu'elles existent, que la base de données NASA/IPAC calcule le diamètre d'une galaxie et qu'en conséquence le diamètre de NGC 3819 pourrait être d'environ 29,3 kpc (∼95 600 al) si on utilisait la distance de Hubble pour le calculer.

## Groupe d'IC 724 et HCG 58
Dans un article publié en 1998, Abraham Mahtessian décrit un groupe qui comprend six galaxies, le groupe d'IC 724.

## Groupe compact de Hickson 58

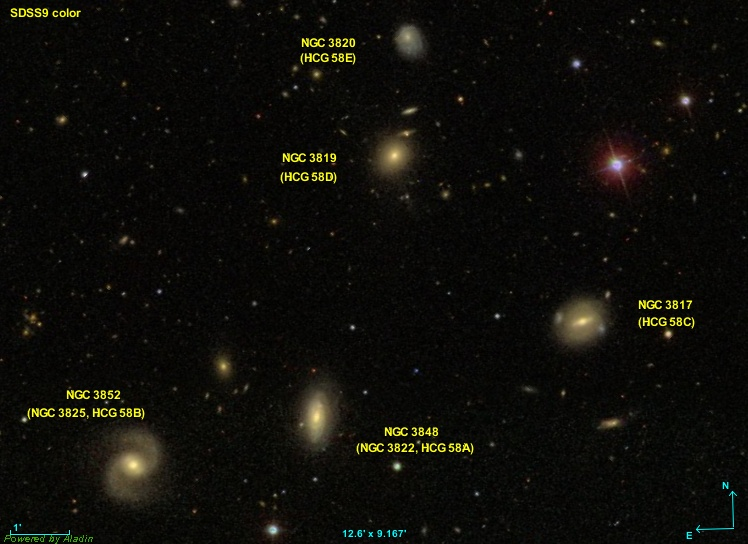
Les cinq galaxies du groupe compact de Hickson 58.

Trois des galaxies de ce groupe (NGC 3817, NGC 3848 et NGC 3852) font partie du groupe compact de Hickson 58 qui compte cinq galaxies. Les quatrième et cinquième galaxies du groupe compact sont NGC 3819 et NGC 3820. Elles sont dans la même région de la sphère céleste et à des distances respectives de 96,9 Mpc et 95,0 Mpc de la Voie lactée, alors que la distance moyenne des six galaxies du groupe d'IC 724 de la liste de Mahtessian est de 96,0 ± 3,0 Mpc (∼313 millions d'al). NGC 3819 et NGC 3820 devraient donc être incluses dans ce groupe.